# EDUSAT
EDUSAT (GSat–3) az első olyan indiai műhold, amelyet kizárólag oktatási célokra használtak.

## Küldetés
India lakosságából 350 millió nem tud olvasni, 13%-a nem tud írni. A program célja egy interaktív műholdas alapú távoktatási rendszer országos elérhetőségének biztosítása. Kezdetben a műholdon keresztül három állam (a déli Karnataka; a nyugati Maharashtra és központi Madhja Prades) egyetemeit, kutatóintézeteit kapcsolták össze.

## Jellemzői
Tervezte és gyártotta ISRO Satellite Centre (ISC). Működtette a Bharatiya Antariksh Anusandhān Sangatn  ISAR) és az Indiai Űrkutatási Szervezet (angolul: Indian Space Research Organisation, ISRO).
Megnevezései: EduSat; EDUSAT (Education Satellite); Gsat–3 (Geostationary Satellite);  COSPAR: 2004-036A; Kódszáma: 28417.
2004. szeptember 20-án a Sriharikota rakétabázisról LC–11 (LC–Launch Complex) jelű indítóállványról egy GSLV F01 (414 tonna) hordozórakétával állították magas Föld körüli pályára (HEO = High-Earth Orbit). Az orbitális pályája 1450,6 perces, 2,9 fokos hajlásszögű, geostacionárius pálya perigeuma 36 062 kilométer, az apogeuma 36 091 kilométer volt. A műholdat a Kalpana–1 és az Insat–3C közös pályamagasságába helyezték.
Három tengelyesen stabilizált (csillag-Föld érzékeny) űreszköz. Formája téglatest, méretei 2,406x1,651x1,153 méter, tömege 1950 kilogramm. Tervezett időtartam 7 év. Az űreszközhöz napelemeket rögzítettek (fesztávolsága 10,9 méter, 4,2 kilowatt), éjszakai (földárnyék) energiaellátását nikkel-kadmium akkumulátorok biztosították. A stabilitás és a pályaelemek elősegítése érdekében gázfúvókákkal volt felszerelve (az üzemanyag mennyisége 1130 kilogramm). Hat C-sávos, öt KU-sávos országos lefedettséget biztosított. Távközlési berendezéseit kommunikációs szolgáltatás végzésére (távoktatás) készítették. A napelemek, a két antenna és a stabilizátor rúd sikeresen kinyíltak.
2013. december 14-én befejezte szolgálatát. A légkörbe történő belépésének ideje ismeretlen.